# C/1652 Y1
La cometa C/1652 Y1 è una cometa non periodica. È stata scoperta ad occhio nudo da Jan van Riebeeck il 17 dicembre 1652. È stata la prima cometa scoperta dal Sudafrica.